# Johannes Camphuys
Johannes Camphuys (registrado como Kamphuis en el Centraal Bureau voor Genealogie ) (18 de julio de 1634 - 18 de julio de 1695) fue el gobernador general de las Indias Orientales Holandesas desde el año 1684 hasta el 1691. Camphuys nació en Haarlem, en la República de los Países Bajos Unidos .

## Biografía
Joannes Camphuys nació en Haarlem el 18 de julio de 1634. En su juventud fue estudiante en un platero en Ámsterdam. Partió el 1 de noviembre de 1652 a bordo del carguero hacia la India. Sin embargo, el barco naufragó el 2 de marzo de 1653 en las Islas Shetland. Camphuys logró sobrevivir al desastre y partió el 23 de agosto de 1653 a bordo del Golded Dragon. Se convirtió en empleado de la Secretaría General en Batavia y en alguacil. Después de 11 años en la secretaría se convirtió en comerciante. Se convirtió en comandante en 1670 y en 1671 se fue como jefe del puesto de VOC en Deshima, Japón. Por lo general, esta función solo la realizaban funcionarios gubernamentales. Después de un año, como es habitual para ese cargo, regresó y ocupó el cargo otras 2 veces (en 1673 y 1675) alternado con la membresía del Consejo de Justicia. En 1677 se convirtió en secretario del Alto Gobierno y presidente del colegio de huérfanos. Llevó a cabo negociaciones con los embajadores de Bantam. En 1678 se convirtió en Consejo-Extra-Oranginario de la India. En 1681, se convirtió en miembro del Consejo de las Indias Orientales Holandesas.
El 11 de enero de 1684, Joannes Camphuys fue nombrado por el Consejo de las Indias Orientales Holandesas como el sucesor de Cornelis Speelman como Gobernador General, inicialmente como provisional hasta que el Señor XVII aprobó el nombramiento. Bajo su mandato reinaba la paz en el archipiélago. El 17 de diciembre de 1690 dimitió por su propia voluntad. Entregó la oficina del propietario a Willem van Outhoorn el 24 de septiembre de 1691.
Camphuys, aunque era recto, no era un conductor poderoso. Su gobierno no se caracterizó por hechos importantes. Son dignos de mención el levantamiento de Soerapati en Java y el tratado con Bantam del 17 de abril de 1684. No logró combatir la corrupción entre los funcionarios. Sin embargo, tenía mucho interés en la ciencia y los apoyó siempre que fue posible y también escribió una tesis sobre la fundación de Batavia incluida en el trabajo estándar de François Valentine, Old and New East Indies .

## Legado
Camphuys murió en Batavia (Yakarta). Se le conmemora en nombre de una calle del barrio de Lombok en Utrecht ; y también se le recuerda en el nombre de una calle en el barrio Bezuidenhoutquarter de La Haya.